# Pierre de Rozières
Pierre de Rozières est un écrivain et officier français né à Mirecourt le 4 juillet 1887 et mort au front près de Souchez le 1er octobre 1915, à l'âge de 28 ans.

## Biographie
Fils d'Antoine de Rozières, conseiller général des Vosges, Pierre de Rozières est éduqué chez les jésuites, à Dijon puis Florennes. Il étudie ensuite à l'école Saint-Sigisbert de Nancy (1906-1907) et à l'Institut catholique de Paris (1910-1911).
Un premier recueil de poèmes, Glas et Carillons, parait en 1908, suivi en 1910 des Pavots gris, qui lui valent le prix Stanislas de Guaita. Après sa mort sont publiées en deux volumes Les Reliques, qui incluent poèmes et ébauches d'œuvres romanesques.
Mobilisé en 1914 comme sous-lieutenant de réserve au 360e régiment d'infanterie, il est blessé une première fois le 7 septembre 1914, puis à nouveau le 27 mai 1915. Le 9 juin, il est nommé chevalier de la Légion d'honneur après la conquête du cimetière d'Ablain-Saint-Nazaire. Il meurt le 1er octobre, touché par un éclat d'obus lors d'une mission de reconnaissance. D'abord enterré à Petit-Servins, il repose au cimetière de Mirecourt depuis le 20 novembre 1920.

## Hommages
Maurice Barrès lui rend un long hommage dans Les Diverses familles spirituelles de la France. Son nom figure au Panthéon de Paris parmi ceux des 560 écrivains morts pour la France de 1914 à 1918. Le 14 novembre 2015, une plaque à son honneur est dévoilée à Ablain-Saint-Nazaire.

## Œuvres
- Glas et Carillons (1908)
- Les Pavots gris (1910)
- Les Reliques (1917)